# (8041) Masumoto
(8041) Masumoto es un asteroide perteneciente al cinturón de asteroides, descubierto el 15 de noviembre de 1993 por Fumiaki Uto desde el Observatorio Uto, Kashihara, Japón.

## Designación y nombre
Designado provisionalmente como 1993 VR2. Fue nombrado en honor a Takeji Masumoto, quien construyó el observatorio del descubridor. Inicialmente, tuvo que hacer un gran esfuerzo para conseguir el terreno para el observatorio.

## Características orbitales
Masumoto está situado a una distancia media del Sol de 2,623 ua, pudiendo alejarse hasta 3,114 ua y acercarse hasta 2,133 ua. Su excentricidad es 0,187 y la inclinación orbital 11,459 grados. Emplea 1551,92 días en completar una órbita alrededor del Sol.
Pertenece a la familia de asteroides de (15) Eunomia.

## Características físicas
La magnitud absoluta de Masumoto es 12,64. Tiene 8,955 km de diámetro y su albedo se estima en 0,265.